# Championnats d'Europe de cyclisme sur route 2023
Navigation
Championnats d'Europe 2022 Championnats d'Europe 2024
Les Championnats d'Europe de cyclisme sur route 2023 ont lieu du 20 au 24 septembre 2023 dans la province de Drenthe, au nord-est des Pays-Bas.

## Présentation
La course en ligne masculine est tracée sur 199,8 kilomètres entre Assen et le village de Wijster. Pour les femmes, la course en ligne se déroule entre Meppel et Wijster sur 133,1 kilomètres. Les deux courses se terminent par des tours d'un circuit d'environ 13,8 kilomètres (six tours pour les hommes et cinq pour les femmes). Les courses contre-la-montre ont lieu avec un départ et une arrivée à Emmen sur des parcours de 29,5 kilomètres pour les élites hommes et femmes et de 20,6 kilomètres pour les espoirs (moins de 23 ans) et juniors (moins de 19 ans).
Par rapport à l'édition précédente, le relais mixte élites fait sa réapparition aux dépens du relais mixte espoirs.

## Programme
Le programme est le suivant :
| Date                  | Heure | Épreuve                                       | Distance |
| --------------------- | ----- | --------------------------------------------- | -------- |
| Mercredi 20 septembre | 9h00  | Femmes juniors - contre-la-montre individuel  | 20,6 km  |
| Mercredi 20 septembre | 10h25 | Hommes juniors - contre-la-montre individuel  | 20,6 km  |
| Mercredi 20 septembre | 12h00 | Femmes espoirs - contre-la-montre individuel  | 20,6 km  |
| Mercredi 20 septembre | 13h05 | Hommes espoirs - contre-la-montre individuel  | 20,6 km  |
| Mercredi 20 septembre | 14h30 | Femmes élites - contre-la-montre individuel   | 29,5 km  |
| Mercredi 20 septembre | 16h15 | Hommes élites - contre-la-montre individuel   | 29,5 km  |
| Jeudi 21 septembre    | 12h45 | Juniors - contre-la-montre en relais mixte    | 38,4 km  |
| Jeudi 21 septembre    | 15h30 | Élites - contre-la-montre en relais mixte     | 38,4 km  |
| Vendredi 22 septembre | 9h30  | Hommes espoirs - course en ligne individuelle | 136,5 km |
| Vendredi 22 septembre | 14h30 | Femmes espoirs - course en ligne individuelle | 108,0 km |
| Samedi 23 septembre   | 9h00  | Hommes juniors - course en ligne individuelle | 111,0 km |
| Samedi 23 septembre   | 13h30 | Femmes élites - course en ligne individuelle  | 131,3 km |
| Dimanche 24 septembre | 9h00  | Femmes Juniors - course en ligne individuelle | 69,0 km  |
| Dimanche 24 septembre | 12h00 | Hommes élites - course en ligne individuelle  | 199,8 km |

## Podiums

### Hommes
| Compétitions     | Or                      | Argent               | Bronze         |
| Hommes - élites  |                         |                      |                |
| Course en ligne  | Christophe Laporte      | Wout van Aert        | Olav Kooij     |
| Contre-la-montre | Joshua Tarling          | Stefan Bissegger     | Wout van Aert  |
| Hommes - Espoirs |                         |                      |                |
| Course en ligne  | Henrik Pedersen         | Iván Romeo           | Paul Magnier   |
| Contre-la-montre | Alec Segaert            | Carl-Frederik Bévort | Gustav Wang    |
| Hommes - Juniors |                         |                      |                |
| Course en ligne  | Anže Ravbar             | Matys Grisel         | Žak Eržen      |
| Contre-la-montre | Albert Withen Philipsen | Jørgen Nordhagen     | Sente Sentjens |

### Femmes
| Compétitions     | Or                  | Argent              | Bronze                  |
| Femmes - élites  |                     |                     |                         |
| Course en ligne  | Mischa Bredewold    | Lorena Wiebes       | Lotte Kopecky           |
| Contre-la-montre | Marlen Reusser      | Anna Henderson      | Christina Schweinberger |
| Femmes - Espoirs |                     |                     |                         |
| Course en ligne  | Ilse Pluimers       | Anna Shackley       | Linda Zanetti           |
| Contre-la-montre | Zoe Bäckstedt       | Antonia Niedermaier | Anniina Ahtosalo        |
| Femmes - Juniors |                     |                     |                         |
| Course en ligne  | Fleur Moors         | Federica Venturelli | Léane Tabu              |
| Contre-la-montre | Federica Venturelli | Stina Kagevi        | Hannah Kunz             |

### Mixte
| Compétitions                       | Or | Argent                                                                                               | Bronze                                                                                         |
| Contre-la-montre en relais élites  | France Bruno Armirail Rémi Cavagna Benjamin Thomas Audrey Cordon-Ragot Cédrine Kerbaol Juliette Labous  | Italie Edoardo Affini Mattia Cattaneo Matteo Sobrero Elena Cecchini Vittoria Guazzini Soraya Paladin | Allemagne Miguel Heidemann Jannik Steimle Max Walscheid Lisa Klein Franziska Koch Mieke Kröger |
| Contre-la-montre en relais juniors | Italie Andrea Bessega Luca Giaimi Andrea Montagner Eleonora La Bella Alice Toniolli Federica Venturelli | Allemagne Moritz Bell Ian Kings Louis Leidert Pia Grünewald Hannah Kunz Joelle Messemer              | France Léo Bisiaux Eliott Boulet Maxime Decomble Julie Bego Alice Brédard Léane Tabu           |

## Classements Hommes
| Pos                        | Cycliste           | Pays      |    | Temps           |
| -------------------------- | ------------------ | --------- | -- | --------------- |
|                            | Christophe Laporte | France    | en | 4 h 15 min 50 s |
| Médaille d'argent, Europe  | Wout van Aert      | Belgique  | +  | 0 s             |
| Médaille de bronze, Europe | Olav Kooij         | Pays-Bas  | +  | 0 s             |
| 4                          | Arnaud De Lie      | Belgique  | +  | 0 s             |
| 5                          | Mike Teunissen     | Pays-Bas  | +  | 8 s             |
| 6                          | Rasmus Tiller      | Norvège   | +  | 8 s             |
| 7                          | Mads Pedersen      | Danemark  | +  | 13 s            |
| 8                          | John Degenkolb     | Allemagne | +  | 14 s            |
| 9                          | Andreas Kron       | Danemark  | +  | 39 s            |
| 10                         | Florian Sénéchal   | France    | +  | 40 s            |

| Pos                        | Cycliste         | Pays        |    | Temps       |
| -------------------------- | ---------------- | ----------- | -- | ----------- |
|                            | Joshua Tarling   | Royaume-Uni | en | 31 min 30 s |
| Médaille d'argent, Europe  | Stefan Bissegger | Suisse      | +  | 42 s        |
| Médaille de bronze, Europe | Wout van Aert    | Belgique    | +  | 43 s        |
| 4                          | Mikkel Bjerg     | Danemark    | +  | 1 min 9 s   |
| 5                          | Mattia Cattaneo  | Italie      | +  | 1 min 13 s  |
| 6                          | Nélson Oliveira  | Portugal    | +  | 1 min 15 s  |
| 7                          | Daan Hoole       | Pays-Bas    | +  | 1 min 22 s  |
| 8                          | Rémi Cavagna     | France      | +  | 1 min 25 s  |
| 9                          | Yves Lampaert    | Belgique    | +  | 1 min 25 s  |
| 10                         | Sjoerd Bax       | Pays-Bas    | +  | 1 min 29 s  |

| Pos                        | Cycliste            | Pays      |    | Temps          |
| -------------------------- | ------------------- | --------- | -- | -------------- |
|                            | Henrik Pedersen     | Danemark  | en | 3 h 0 min 12 s |
| Médaille d'argent, Europe  | Iván Romeo          | Espagne   | +  | 25 s           |
| Médaille de bronze, Europe | Paul Magnier        | France    | +  | 37 s           |
| 4                          | Madis Mihkels       | Estonie   | +  | 38 s           |
| 5                          | Matyáš Kopecký      | Tchéquie  | +  | 38 s           |
| 6                          | Tim Torn Teutenberg | Allemagne | +  | 38 s           |
| 7                          | Francesco Busatto   | Italie    | +  | 38 s           |
| 8                          | Fabio Christen      | Suisse    | +  | 38 s           |
| 9                          | Davide De Pretto    | Italie    | +  | 40 s           |
| 10                         | Henri Uhlig         | Allemagne | +  | 40 s           |

| Pos                        | Cycliste             | Pays     |    | Temps      |
| -------------------------- | -------------------- | -------- | -- | ---------- |
|                            | Alec Segaert         | Belgique | en | 22 min 2 s |
| Médaille d'argent, Europe  | Carl-Frederik Bévort | Danemark | +  | 37 s       |
| Médaille de bronze, Europe | Gustav Wang          | Danemark | +  | 52 s       |
| 4                          | Iván Romeo           | Espagne  | +  | 55 s       |
| 5                          | Aivaras Mikutis      | Lituanie | +  | 57 s       |
| 6                          | Raúl García Pierna   | Espagne  | +  | 57 s       |
| 7                          | Kacper Gieryk        | Pologne  | +  | 1 min 2 s  |
| 8                          | Axel van der Tuuk    | Pays-Bas | +  | 1 min 7 s  |
| 9                          | Eddy Le Huitouze     | France   | +  | 1 min 8 s  |
| 10                         | Jakob Söderqvist     | Suède    | +  | 1 min 8 s  |

| Pos                        | Cycliste           | Pays     |    | Temps           |
| -------------------------- | ------------------ | -------- | -- | --------------- |
|                            | Anže Ravbar        | Slovénie | en | 2 h 38 min 50 s |
| Médaille d'argent, Europe  | Matys Grisel       | France   | +  | 2 s             |
| Médaille de bronze, Europe | Žak Eržen          | Slovénie | +  | 2 s             |
| 4                          | Patrick Frydkjær   | Danemark | +  | 2 s             |
| 5                          | Thom van der Werff | Pays-Bas | +  | 2 s             |
| 6                          | Juan David Sierra  | Italie   | +  | 2 s             |
| 7                          | Andrea Montagner   | Italie   | +  | 2 s             |
| 8                          | Jarno Widar        | Belgique | +  | 2 s             |
| 9                          | Felix Ørn-Kristoff | Norvège  | +  | 2 s             |
| 10                         | Oliver Mätik       | Estonie  | +  | 5 s             |

| Pos                        | Cycliste                | Pays      |    | Temps       |
| -------------------------- | ----------------------- | --------- | -- | ----------- |
|                            | Albert Withen Philipsen | Danemark  | en | 22 min 48 s |
| Médaille d'argent, Europe  | Jørgen Nordhagen        | Norvège   | +  | 42 s        |
| Médaille de bronze, Europe | Sente Sentjens          | Belgique  | +  | 49 s        |
| 4                          | Lars Vanden Heede       | Belgique  | +  | 1 min 2 s   |
| 5                          | Luca Giaimi             | Italie    | +  | 1 min 3 s   |
| 6                          | Louis Leidert           | Allemagne | +  | 1 min 5 s   |
| 7                          | Markel Beloki           | Espagne   | +  | 1 min 11 s  |
| 8                          | Pavel Sumpik            | Tchéquie  | +  | 1 min 12 s  |
| 9                          | Carl Emil Just Pedersen | Danemark  | +  | 1 min 14 s  |
| 10                         | Adam Rafferty           | Irlande   | +  | 1 min 15 s  |

## Classements Dames
| Pos                        | Cycliste         | Pays        |    | Temps           |
| -------------------------- | ---------------- | ----------- | -- | --------------- |
|                            | Mischa Bredewold | Pays-Bas    | en | 3 h 14 min 12 s |
| Médaille d'argent, Europe  | Lorena Wiebes    | Pays-Bas    | +  | 4 s             |
| Médaille de bronze, Europe | Lotte Kopecky    | Belgique    | +  | 4 s             |
| 4                          | Pfeiffer Georgi  | Royaume-Uni | +  | 8 s             |
| 5                          | Silvia Persico   | Italie      | +  | 8 s             |
| 6                          | Elise Chabbey    | Suisse      | +  | 8 s             |
| 7                          | Liane Lippert    | Allemagne   | +  | 8 s             |
| 8                          | Anna Henderson   | Royaume-Uni | +  | 8 s             |
| 9                          | Juliette Labous  | France      | +  | 11 s            |
| 10                         | Demi Vollering   | Pays-Bas    | +  | 11 s            |

| Pos                        | Cycliste                | Pays        |    | Temps       |
| -------------------------- | ----------------------- | ----------- | -- | ----------- |
|                            | Marlen Reusser          | Suisse      | en | 35 min 53 s |
| Médaille d'argent, Europe  | Anna Henderson          | Royaume-Uni | +  | 43 s        |
| Médaille de bronze, Europe | Christina Schweinberger | Autriche    | +  | 44 s        |
| 4                          | Audrey Cordon-Ragot     | France      | +  | 48 s        |
| 5                          | Lotte Kopecky           | Belgique    | +  | 49 s        |
| 6                          | Anna Kiesenhofer        | Autriche    | +  | 56 s        |
| 7                          | Riejanne Markus         | Pays-Bas    | +  | 1 min       |
| 8                          | Eugenia Bujak           | Slovénie    | +  | 1 min 9 s   |
| 9                          | Elinor Barker           | Royaume-Uni | +  | 1 min 12 s  |
| 10                         | Valeriya Kononenko      | Ukraine     | +  | 1 min 22 s  |

| Pos                        | Cycliste            | Pays        |    | Temps           |
| -------------------------- | ------------------- | ----------- | -- | --------------- |
|                            | Ilse Pluimers       | Pays-Bas    | en | 2 h 46 min 33 s |
| Médaille d'argent, Europe  | Anna Shackley       | Royaume-Uni | +  | 1 s             |
| Médaille de bronze, Europe | Linda Zanetti       | Suisse      | +  | 1 s             |
| 4                          | Gaia Masetti        | Italie      | +  | 5 s             |
| 5                          | Marie Schreiber     | Luxembourg  | +  | 13 s            |
| 6                          | Julia Kopecký       | Tchéquie    | +  | 14 s            |
| 7                          | Noemi Rüegg         | Suisse      | +  | 22 s            |
| 8                          | Fem van Empel       | Pays-Bas    | +  | 23 s            |
| 9                          | Eleonora Gasparrini | Italie      | +  | 24 s            |
| 10                         | Dominika Włodarczyk | Pologne     | +  | 25 s            |

| Pos                        | Cycliste            | Pays        |    | Temps       |
| -------------------------- | ------------------- | ----------- | -- | ----------- |
|                            | Zoe Bäckstedt       | Royaume-Uni | en | 24 min 25 s |
| Médaille d'argent, Europe  | Antonia Niedermaier | Allemagne   | +  | 57 s        |
| Médaille de bronze, Europe | Anniina Ahtosalo    | Finlande    | +  | 1 min 33 s  |
| 4                          | Nora Jenčušová      | Slovaquie   | +  | 1 min 35 s  |
| 5                          | Wilma Aintila       | Finlande    | +  | 1 min 37 s  |
| 6                          | Julie De Wilde      | Belgique    | +  | 1 min 40 s  |
| 7                          | Églantine Rayer     | France      | +  | 1 min 56 s  |
| 8                          | Maud Rijnbeek       | Pays-Bas    | +  | 1 min 59 s  |
| 9                          | Cédrine Kerbaol     | France      | +  | 2 min 1 s   |
| 10                         | Gaia Masetti        | Italie      | +  | 2 min 5 s   |

| Pos                        | Cycliste            | Pays      |    | Temps           |
| -------------------------- | ------------------- | --------- | -- | --------------- |
|                            | Fleur Moors         | Belgique  | en | 1 h 59 min 45 s |
| Médaille d'argent, Europe  | Federica Venturelli | Italie    | +  | 2 s             |
| Médaille de bronze, Europe | Léane Tabu          | France    | +  | 7 s             |
| 4                          | Titia Ryo           | France    | +  | 7 s             |
| 5                          | Elyne Roussel       | France    | +  | 7 s             |
| 6                          | Viktória Chladoňová | Slovaquie | +  | 7 s             |
| 7                          | Lauren Molengraaf   | Pays-Bas  | +  | 7 s             |
| 8                          | Hannah Kunz         | Allemagne | +  | 7 s             |
| 9                          | Lore De Schepper    | Belgique  | +  | 10 s            |
| 10                         | Eleonora La Bella   | Italie    | +  | 11 s            |

| Pos                        | Cycliste            | Pays      |    | Temps       |
| -------------------------- | ------------------- | --------- | -- | ----------- |
|                            | Federica Venturelli | Italie    | en | 26 min 23 s |
| Médaille d'argent, Europe  | Stina Kagevi        | Suède     | +  | 24 s        |
| Médaille de bronze, Europe | Hannah Kunz         | Allemagne | +  | 33 s        |
| 4                          | Tabea Huys          | Autriche  | +  | 41 s        |
| 5                          | Fee Knaven          | Pays-Bas  | +  | 46 s        |
| 6                          | Alberte Greve       | Danemark  | +  | 58 s        |
| 7                          | Zoé Van Velzen      | Pays-Bas  | +  | 1 min 14 s  |
| 8                          | Alice Toniolli      | Italie    | +  | 1 min 22 s  |
| 9                          | Ella Wahlström      | Suède     | +  | 1 min 39 s  |
| 10                         | Lucy Bénézet Minns  | Irlande   | +  | 1 min 55 s  |

## Tableau des médailles
| Rang  | Nation          | Or | Argent | Bronze | Total |
| ----- | --------------- | -- | ------ | ------ | ----- |
| 1     | Grande-Bretagne | 2  | 2      | 0      | 4     |
| 1     | Italie          | 2  | 2      | 0      | 4     |
| 3     | Belgique        | 2  | 1      | 3      | 6     |
| 3     | France          | 2  | 1      | 3      | 6     |
| 5     | Danemark        | 2  | 1      | 1      | 4     |
| 5     | Pays-Bas        | 2  | 1      | 1      | 4     |
| 7     | Suisse          | 1  | 1      | 1      | 3     |
| 8     | Slovénie        | 1  | 0      | 1      | 2     |
| 9     | Allemagne       | 0  | 2      | 2      | 4     |
| 10    | Espagne         | 0  | 1      | 0      | 1     |
| 10    | Norvège         | 0  | 1      | 0      | 1     |
| 10    | Suède           | 0  | 1      | 0      | 1     |
| 13    | Autriche        | 0  | 0      | 1      | 1     |
| 13    | Finlande        | 0  | 0      | 1      | 1     |
| Total | Total           | 14 | 14     | 14     | 42    |